# 저스티스 (2011년 영화)
《저스티스》(영어: Seeking Justice 혹은 영어: Justice, 이전 제목 영어: The Hungry Rabbit Jumps)는 2011년 개봉한 미국의 액션 스릴러 영화이다. 로저 도널드슨이 연출하고, 니컬러스 케이지, 재뉴어리 존스, 가이 피어스 등이 출연하였다.

## 줄거리
어느 날 뉴올리언스 영어 교사 윌의 음악가 아내 로라가 지역 관현악단 공연을 마친 뒤 상습 강간범 호지에게 잔인하게 성폭행을 당한다.
절망한 윌 앞에 사이먼이란 남자가 나타나 법망을 피한 범죄자들을 처리하는 단체 대표라고 자기 소개를 한다. 사이먼은 자신들이 호지를 벌할테니 대신 후에 부탁 하나를 들어달라고 말한다.
호지가 살해되고 6개월 뒤 사이먼은 윌에게 한 성범죄자를 제거할 것을 요구한다. 윌은 이 남자를 죽이는 대신에 사이먼에 대해 물어보려 하지만 남자는 윌이 자신을 죽일 거라고 확신하고 윌에게 덤벼들다가 보도에서 추락해 트럭에 치여 사망한다.
윌은 경찰에 체포되지만 문제의 자경단에 대해 잘 알고 있는 것처럼 보이는 더건 경위는 윌을 몰래 풀어주고 자경단에게 살해 당하기 싫으면 24시간 내에 도시를 떠나라고 한다.
윌은 사망한 남자가 실은 성범죄자가 아니라 뉴올리언스 포스트 소속 탐사 보도 기자로 자경단을 조사 중이었으며, 사이먼은 자경단이 폭로될 위기에 처하자 자신을 이용하려고 했을 뿐이라는 사실을 알게 되는데...

## 출연
- 니컬러스 케이지 - 윌 제라드 역
- 재뉴어리 존스 - 로라 제라드 역
- 가이 피어스 - 사이먼 / 유진 쿡 역
- 해럴드 페리노 - 지미 역
- 제니퍼 카펜터 - 트루디 역
- 잰더 버클리 - 더건 경위 역
- 아이러니 싱글턴 - 스카 역
- 컬런 모스 - 존스 역